# بيت الهيج (ساة)
'

تعديل مصدري - تعديل

بيت الهيج هي إحدى قرى عزلة ساه بمديرية ساة التابعة لمحافظة حضرموت، بلغ تعداد سكانها 649 نسمة حسب تعداد اليمن لعام 2004.